# HD32656
HD32656 — хімічно пекулярна зоря спектрального класу B5, що має видиму зоряну величину в смузі V приблизно  6,6.
Вона  розташована на відстані близько 726,4 світлових років від Сонця.